# Adam Wójcik (koszykarz)
Adam Wójcik (ur. 20 kwietnia 1970 w Oławie, zm. 26 sierpnia 2017 we Wrocławiu) – polski koszykarz występujący na pozycjach silnego skrzydłowego i środkowego. Wielokrotny reprezentant Polski, czterokrotnie uczestniczył w turniejach finałowych mistrzostw Europy. Ośmiokrotny mistrz Polski, czternastokrotny medalista mistrzostw Polski, mistrz Belgii i dwukrotny medalista mistrzostw Belgii. W całej profesjonalnej karierze koszykarskiej rozegrał 1268 meczów, w tym 651 w Polskiej Lidze Koszykówki i 238 w juniorskich oraz seniorskich reprezentacjach Polski. W sumie zdobył 17 718 punktów, w tym 10 110 w Polskiej Lidze Koszykówki.

## Życiorys

### Kariera klubowa (1983–2012)

#### Początki kariery (1983–1987)
Adam Wójcik swój pierwszy oficjalny mecz koszykówki rozegrał w maju 1982 w ramach rozgrywek międzyszkolnych w minikoszykówce chłopców. W styczniu 1983 trener Krzysztof Walonis zaprosił go na treningi w Gwardii Wrocław, na których po raz pierwszy pojawił się 1 lutego 1983. W tym samym roku zadebiutował on także w drużynie młodzików Gwardii. W 1986, wraz z zespołem Gwardii, zdobył złoty medal Ogólnopolskiej Spartakiady Młodzieży oraz mistrzostwo Polski kadetów. Rok później ponownie zdobył mistrzostwo Polski, tym razem w kategorii juniorów młodszych.

#### Gwardia Wrocław/Aspro Wrocław/Aspro Brzeg Dolny (1987–1994)

##### Sezon 1987/1988
W sezonie 1987/1988 zadebiutował w pierwszej drużynie wrocławskiej Gwardii. Jednocześnie w trakcie sezonu występował przede wszystkim w drużynie rezerw, rozgrywającej swoje spotkania przed meczami ligowymi pierwszych zespołów. 23 października 1987, w meczu wyjazdowym 7. kolejki najwyższej klasy rozgrywkowej przeciwko Górnikowi Wałbrzych, po raz pierwszy został zgłoszony do składu pierwszej drużyny Gwardii na mecz ligowy, jednakże ostatecznie nie pojawił się na boisku z powodu złamania palca u stopy. 14 listopada 1987, w meczu wyjazdowym 8. kolejki z Wisłą Kraków, po raz drugi znalazł się w składzie pierwszej drużyny, a po raz pierwszy wystąpił w meczu ligowym najwyższej klasy rozgrywkowej – zagrał około 5 minut i nie zdobył punktów. 12 grudnia 1987, w meczu 16. kolejki z AZS-em Koszalin, po raz drugi wystąpił w meczu ligowym najwyższej klasy rozgrywkowej, zdobywając pierwsze punkty – w czasie około 4 minut zdobył ich w sumie 4. 20 lutego 1988, w ramach meczu ćwierćfinałowego fazy play-off polskiej ligi przeciwko Zastalowi Zielona Góra, zadebiutował w rozgrywkach fazy play-off, zdobywając 9 punktów. W sumie w sezonie 1987/1988 rozegrał 6 meczów ligowych w najwyższej klasie rozgrywkowej, zdobywając łącznie 15 punktów. Wraz z pierwszą drużyną Gwardii Wrocław zdobył srebrny medal mistrzostw Polski seniorów. Ponadto, wraz z drużyną juniorską tego klubu zdobył także brązowy medal w juniorskich mistrzostwach kraju.

##### Sezon 1988/1989
16 października 1988, w meczu przeciwko Wybrzeżu Gdańsk, po raz pierwszy w karierze osiągnął w meczu ligowym barierę 10 punktów zdobytych w jednym spotkaniu. 14 stycznia 1989 w meczu derbowym ze Śląskiem Wrocław na około 25 sekund przed końcem spotkania (przy stanie 85:86), mimo poleceń trenera Gwardii, sfaulował Macieja Zielińskiego, w wyniku czego Gwardia przegrała to spotkanie 85:88. Dzień później, w meczu przeciwko Górnikowi Wałbrzych, po raz pierwszy w karierze przekroczył 20 punktów w jednym meczu, zdobywając ich 21. 11 marca 1989, w meczu o 5. miejsce w polskiej lidze przeciwko Legii Warszawa, zdobył 29 punktów, co było jego rekordem punktowym sezonu i najlepszym wynikiem w dotychczasowej karierze seniorskiej. Ostatecznie Gwardia zakończyła ten sezon na 6. pozycji w lidze. W kwietniu 1989, wraz z drużyną juniorską Gwardii, zdobył także mistrzostwo Polski juniorów. Ponadto został królem strzelców turnieju finałowego tych rozgrywek, a także wybrano go jego MVP.

##### Sezon 1989/1990
W sezonie 1989/1990 dwukrotnie wyrównał swój najlepszy dotychczasowy wynik punktowy w meczu ligowym zdobywając po 29 punktów w meczu wyjazdowym z Zastalem Zielona Góra (25 lutego 1990) i w spotkaniu ćwierćfinałowym fazy play-off przeciwko Victorii Sosnowiec (10 marca 1990). Na przełomie marca i kwietnia 1990 w półfinałach fazy play-off Gwardia Wrocław pokonała 3:2 wrocławski Śląsk. Wójcik w 5 meczach tej serii zdobył łącznie 77 punktów. W kwietniu 1990 po raz pierwszy w karierze wystąpił w finale polskiej ligi. Gwardia przegrała rywalizację finałową z Lechem Poznań 0:3, zdobywając tym samym wicemistrzostwo Polski, a Wójcik w trzech meczach finałowych zdobywał kolejno 23, 25 i 12 punktów. W sumie w całym sezonie 1989/1990 zdobył w meczach ligowych 534 punkty, plasując się pod tym względem na 8. pozycji w lidze. Ponadto po raz pierwszy został także wybrany do „pierwszej piątki” sezonu polskiej ligi.

##### Sezon 1990/1991
Od sezonu 1990/1991 Gwardia Wrocław zmieniła swoją nazwę na Aspro Wrocław. 6 kwietnia 1991, w meczu wyjazdowym przeciwko Victorii Sosnowiec, po raz pierwszy w karierze przekroczył liczbę 30 punktów zdobytych w jednym meczu ligowym, zdobywając ich 32. W sezonie 1990/1991 barierę tę udało mu się osiągnąć jeszcze raz – 11 kwietnia 1991, w kolejnym meczu o 3. miejsce w lidze przeciwko sosnowieckiej Victorii, zdobył dokładnie 30 punktów. W sumie w całym sezonie zdobył 869 punktów, co uplasowało go pod tym względem na 4. pozycji w rozgrywkach. Jednocześnie został ponownie wybrany do „pierwszej piątki” sezonu polskiej ligi. Po zakończeniu sezonu wystąpił także w meczu pokazowym reprezentacji Polski z „Gwiazdami Ligi”, w którym zdobył 13 punktów. Podczas imprezy tej zwyciężył także w prawdopodobnie pierwszym oficjalnym konkursie wsadów rozegranym w Polsce, pokonując w dogrywce Jarosława Jechorka.

##### Sezon 1991/1992
W sezonie 1991/1992 dwukrotnie przekroczył barierę 30 punktów zdobytych w jednym meczu ligowym – najpierw 24 listopada 1991, w meczu wyjazdowym przeciwko Victorii Sosnowiec, zdobył 31 punktów, a następnie 8 lutego 1992, w meczu wyjazdowym przeciwko Stali Bobrek Bytom, w którym zdobył 33 punkty (jego rekord sezonu). Wraz z drużyną Aspro awansował do finału ligi, w której Aspro przegrało 2:3 ze Śląskiem Wrocław, zdobywając tym samym srebrny medal mistrzostw Polski. W sumie w całym sezonie ligowym zdobył 803 punkty, co uplasowało go pod tym względem na 6. pozycji w lidze. Po raz kolejny został także wybrany do „pierwszej piątki” sezonu polskiej ligi. W marcu 1992 wziął udział w meczu pokazowym reprezentacji ligi polskiej ze Śląskiem Wrocław, w którym zdobył 27 punktów, jednak po raz pierwszy i jedyny w karierze przegrał rywalizację w konkursie wsadów, w którym pokonał go Maciej Zieliński.

##### Sezon 1992/1993
We wrześniu 1992, ze względu na złą sytuację finansową Aspro, wspólnie z Dominikiem Tomczykiem, zwrócił się z prośbą o zwolnienie z dalszych obowiązków wobec tego klubu i przyjęcie do wrocławskiego Śląska. Ostatecznie jednak oba kluby ustaliły między sobą, że Wójcik i Tomczyk pozostaną w Aspro, po czym obaj podpisali z tym klubem nowe, 2-letnie umowy. W sezonie 1992/1993 w większości meczów ligowych zdobywał ponad 20 punktów. W styczniu 1993 w ostatniej sekundzie meczu derbowego ze Śląskiem wykonał celny wsad, dzięki któremu Aspro odniosło zwycięstwo. Swój punktowy rekord sezonu ustanowił 24 października 1992 w meczu przeciwko Górnikowi Wałbrzych, zdobywając 37 punktów. W jednym ze spotkań rywalizacji półfinałowej z Nobilesem Włocławek zdobył 34 punkty, jednak ostatecznie Aspro ją przegrało i zdobyło brązowy medal, pokonując w rywalizacji o ten krążek Zastal Zielona Góra. W całym sezonie ligowym zdobył 1010 punktów, jednak, w wyniku anulowania mu punktów zdobytych w jednym ze spotkań ze Śląskiem, które zweryfikowano jako walkower dla Aspro (ze względu na występ w Śląsku nieuprawnionego zawodnika) oficjalna liczba zdobytych przez Wójcika punktów w sezonie 1992/1993 wyniosła 984, co było 4. wynikiem w całych rozgrywkach. Po raz czwarty został on także wybrany „pierwszej piątki” sezonu polskiej ligi.

##### Sezon 1993/1994
W czerwcu 1993 wyjechał do Stanów Zjednoczonych na testy w Los Angeles Clippers. Rywalizował w nich z 19 amerykańskimi koszykarzami, jako pierwszy polski koszykarz w historii. Po tym jak nie został wybrany powrócił do Polski. W lipcu zawarł wstępne porozumienie z tureckim klubem CASA TED Ankara Kolejliler Spor Kulübü, jednak Aspro odrzuciło ofertę jego transferu za ok. 80 tysięcy dolarów amerykańskich. Krótko po powrocie z Turcji wyjechał do Włoch, gdzie podpisał kontrakt z klubem Società Sportiva Basket Napoli, jednak klub ten po kilku tygodniach zabronił mu dalszego udziału w treningach drużyny, nie wypłacając przy tym pensji. Po tej sytuacji we wrześniu rozpoczął treningi z innym włoskim zespołem – Basket Rimini Crabs, po czym 20 września wyjechał do Szwajcarii na testy do klubu z Bellinzony, który chciał z nim podpisać umowę, jednak ówczesny prezes Aspro (Tomasz Jabłoński) odrzucił ofertę transferu za ok. 30 tysięcy dolarów amerykańskich.
W połowie października 1993 powrócił do Polski, gdzie wiązał go jeszcze roczny kontrakt z Aspro. Wrocławski klub w tym czasie przeniósł się do Brzegu Dolnego i występował pod nazwą Aspro Brzeg Dolny. W pierwszym meczu po powrocie, 3 listopada 1993 zdobył 17 punktów przeciwko Górnikowi Wałbrzych. W całym sezonie 1993/1994 zdobywał średnio niespełna 24 punkty na mecz, zajmując 3. miejsce w klasyfikacji najlepszych strzelców ligi (za Dominikiem Tomczykiem i Wojciechem Królikiem). W ćwierćfinale fazy play-off Aspro przegrało z Nobilesem Włocławek i ostatecznie zakończyło sezon na 5. miejscu, po pokonaniu w rywalizacji o tę pozycję AZS Lublin. 26 marca 1994, w decydującym meczu z AZS-em, zdobył 38 punktów, co było jego rekordem punktowym sezonu. W sezonie 1993/1994, w jednym ze spotkań z Górnikiem Wałbrzych, otrzymał pierwsze i jedyne w karierze przewinienie dyskwalifikujące.
W kwietniu 1994 został wybrany do udziału w pierwszym w historii Meczu Gwiazd Polskiej Ligi Koszykówki. Podczas tej imprezy zdobył 31 punktów i przegrał tytuł MVP z Jarosławem Zyskowskim na podstawie głosu sędziego tego spotkania – Wiesława Zycha (podczas tradycyjnego głosowania Wójcik i Zyskowski zdobyli tyle samo głosów), wygrał jednak konkurs wsadów.
W sumie rozegrał w Gwardii Wrocław 7 sezonów (od sezonu 1987/1988 do końca sezonu 1993/1994), w czasie których wystąpił w 234 meczach ligowych, w których zdobył łącznie 4196 punktów.

#### Mazowszanka Pruszków (1994–1995)

##### Sezon 1994/1995
Przed sezonem 1994/1995 podpisał wstępny kontrakt ze Śląskiem Wrocław, jednak po odejściu sponsora, od którego uzależniona była ważność umowy (firma PCS), nie wszedł on w życie. Otrzymał wówczas oferty z Mazowszanki Pruszków oraz austriackiego klubu z Wiednia. W związku z tym, iż nie chciał przechodzić podobnych problemów co przed poprzednim sezonem, zdecydował się na pozostanie w Polsce i podpisanie kontraktu z klubem z Pruszkowa.
W nowym klubie 7 września 1994 zadebiutował w europejskich pucharach. W rozegranym, z racji na trwającą wojnę, w chorwackim Splicie meczu rundy kwalifikacyjnej Pucharu Koracia przeciwko klubowi Česko 93 Sarajevo, wygranemu przez zespół z Pruszkowa, zdobył 25 punktów. Ze względu na skręcenie kostki na początku sezonu opuścił kilka spotkań ligowych, w dalszej części rozgrywek występował już jednak regularnie w „pierwszej piątce” Mazowszanki. 29 stycznia 1995 w meczu przeciwko Lechowi Poznań zdobył 40 punktów, co jest jego najlepszym wynikiem punktowym w karierze. W jednym ze spotkań półfinałowych fazy play-off przeciwko Anwilowi Włocławek zdobył 31 punktów, miał 15 zbiórek i kilka bloków. W rywalizacji finałowej przeciwko Polonii Przemyśl Mazowszanka zwyciężyła 3:1. Dzięki temu Wójcik, który w rozegranym 25 marca 1995 ostatnim meczu finałowym był najskuteczniejszym koszykarzem (20 punktów), zdobył swój pierwszy w karierze tytuł mistrza Polski.
W kwietniu 1995 ponownie wziął udział w meczu gwiazd PLK, po raz drugi zwyciężając w konkursie wsadów. Podczas rozgrzewki przed tym konkursem w trakcie wykonywania wsadu rozbił tablicę. Na zakończenie sezonu po raz kolejny został także wybrany do „pierwszej piątki” rozgrywek, a w klasyfikacji najlepszych strzelców uplasował się na 3. pozycji z dorobkiem 672 punktów.

#### Bobry Bytom (1995)

##### Sezon 1995/1996
Przed sezonem 1995/1996 został zawodnikiem klubu Bobry Bytom. Początkowo był podstawowym graczem Bobrów, jednak z czasem ówczesny trener klubu Józef Potępa zaczął go coraz rzadziej desygnować do gry. W sumie w klubie z Bytomia rozegrał 13 spotkań ligowych, w których zdobywał średnio po 14,5 punktu na mecz. Jego rekordowym osiągnięciem punktowym w barwach Bobrów było 35 punktów, jakie zdobył w pojedynku ze Stalą Stalowa Wola, a najgorszym wynikiem 0 punktów z meczu przeciwko Lechowi Poznań, rozegranego 16 grudnia 1995, gdy wiedział już, iż w kolejnych dniach opuści bytomski klub.

#### Sunair Ostenda (1995–1996)

##### Sezon 1995/1996
W drugiej części grudnia odszedł z Bobrów Bytom i został koszykarzem belgijskiego klubu Sunair Ostenda. W nowym klubie zadebiutował w towarzyskim Turnieju Świątecznym organizowanym z okazji Bożego Narodzenia. Klub z Ostendy występował wówczas nadal w europejskich pucharach, jednak Wójcik nie mógł zostać do nich zgłoszony, bowiem wcześniej w ciągu tego samego sezonu zagrał w tych rozgrywkach w barwach Bobrów. Mimo to przez pozostałą część sezonu był podstawowym zawodnikiem Sunairu.
W przegranym 63:65 ze Spirou Charleroi finale Pucharu Belgii zagrał słabo, zdobywając 4 punkty i kilka zbiórek, a jego występ został skrytykowany przez właściciela klubu Rudolfa Vanmoerkerke'a, który chciał go wówczas zwolnić, jednak podjęciu tej decyzji sprzeciwił się ówczesny trener zespołu Ton Boot oraz kibice klubu. W rozegranym w maju 1996 finale ligi belgijskiej Sunair, który w wyniku kontuzji występował w okrojonym składzie, przegrał ze Spirou Charleroi 0:3, zdobywając tym samym srebrny medal. W jednym z meczów finałowych Wójcik wziął udział w akcji, w której w ciągu kilkunastu sekund zablokował 4 rywali – nagranie tego zdarzenia było w kolejnych latach wielokrotnie wykorzystywane w telewizji. Na koniec sezonu został wybrany do udziału w Meczu Gwiazd Ethias League, jednak, z racji na udział w zgrupowaniu reprezentacji Polski, nie mógł wziąć w nim udziału.

#### Spirou Charleroi (1996–1997)

##### Sezon 1996/1997
W czerwcu 1996 podpisał dwuletni kontrakt z belgijskim Spirou Charleroi. 19 września 1996 w jego barwach, jako pierwszy Polak w historii, zadebiutował w rozgrywkach Euroligi. W rozegranym wówczas spotkaniu Spirou przeciwko klubowi TeamSystem Bolonia, przegranym przez Belgów 78:87, zagrał 11 minut, w czasie których zdobył 8 punktów i 5 zbiórek, zanotował także 5 fauli. W całym sezonie Euroligi wystąpił we wszystkich 16 meczach swojego klubu, w których zdobył łącznie 197 punktów (średnio po 12,8 na mecz), co było drugim wynikiem w zespole, po Amerykaninie Ronaldzie Ellisie. Dwukrotnie został wybrany najlepszym graczem spotkania – miało to miejsce w meczach przeciwko Adecco Estudiantes Madryt (zdobył 25 punktów) i Cibonie Zagrzeb (20 punktów).
W grudniu 1996 został zaproszony do udziału w Meczu Gwiazd Euroligi, jednak nie otrzymał na to zgody ze strony klubu, bowiem w tym czasie Spirou rozgrywało ważny mecz ligowy. W sezonie 1996/1997 wystąpił za to w reprezentacji Europy w meczu przeciwko Cibonie Zagrzeb, rozgrywanym z okazji 50-lecia tego klubu. Wraz ze Spirou 12 maja 1997 zdobył mistrzostwo Belgii, po pokonaniu w finale zespołu z Ostendy 3:0. W całym sezonie ligowym rozegrał 38 meczów, w których zdobył łącznie 517 punktów.

#### Śląsk Wrocław (1997–2001)

##### Sezon 1997/1998
Po zakończeniu sezonu 1996/1997, bez wiedzy Spirou Charleroi, z którym wiązał go mający obowiązywać jeszcze jeden sezon kontrakt, podpisał trzyletnią umowę z francuskim CSP Limoges, będącym wówczas czołowym klubem w Europie. CSP zapłaciło później Spirou sumę odstępnego za rozwiązanie kontraktu Wójcika, a umowa z francuskim klubem miała wejść w życie pod warunkiem uzyskania przez Polaka statusu gracza z „kraju stowarzyszonego z Unią Europejską”. W sierpniu 1997 właściciele klubu z Limoges oraz agent koszykarski Didier Rose, który negocjował warunki umowy z Wójcikiem, zostali zatrzymani pod zarzutami malwersacji finansowych, a sam klub został zdegradowany do drugiej ligi. W związku z tymi zdarzeniami Wójcik pozostał bez klubu i powrócił do Polski. Jego zatrudnieniem były zainteresowane między innymi Unia Tarnów, Anwil Włocławek i Śląsk Wrocław.

### Kariera reprezentacyjna

#### Reprezentacje juniorskie
W 1986 po raz pierwszy otrzymał powołanie do reprezentacji Polski kadetów na odbywający się pod koniec roku obóz treningowy i turniej towarzyski, jednakże, wspólnie z Krzysztofem Milą, z powodu problemów z dotarciem na czas ich paszportów do Polskiego Związku Koszykówki, nie wziął w nim udziału. W tym samym roku zadebiutował jednak później w kadrze kadetów.

#### Reprezentacja seniorska
W grudniu 1988 odchodzący wówczas z funkcji trenera seniorskiej reprezentacji Polski Andrzej Kuchar zarekomendował swojemu następcy – Arkadiuszowi Konieckiemu powołanie do kadry Wójcika. Koniecki początkowo powołał jednak Andrzeja Kamulę, będącego wówczas graczem Wisły Kraków, a dopiero po interwencji Kuchara zastąpił Kamulę Wójcikiem. Wójcik, powołany do reprezentacji w styczniu 1989 na Turniej Wyzwolenia w Warszawie, ostatecznie wystąpił wówczas jednak w barwach Polski B, czyli ówczesnej kadry młodzieżowej.
Wójcik zadebiutował w reprezentacji seniorów prawdopodobnie 11 czerwca 1989 w hiszpańskim Algeciras, gdzie Polska przegrała towarzyski pojedynek z Francją 79:108 – brak jednak oficjalnego potwierdzenia tego faktu, gdyż ze spotkania tego nie zachowały się żadne statystyki, ani szczegółowe relacje. Pierwszym oficjalnie potwierdzonym meczem Wójcika w kadrze jest rozegrane 15 czerwca 1989 w Saragossie spotkanie z tym samym rywalem (zakończone porażką 92:107), w którym zdobył on 17 punktów. W listopadzie 1989 Wójcik, wraz z reprezentacją Polski, wziął udział w tournée po Stanach Zjednoczonych, gdzie Polska rozegrała 8 meczów z drużynami uniwersyteckimi z tego kraju, wygrywając tylko 2 mecze.
Po powrocie do kraju reprezentacja Polski rozegrała 3 mecze w ramach eliminacji do Mistrzostw Europy w 1991. 22 listopada Wójcik zadebiutował w oficjalnym meczu „o stawkę”, grając kilkanaście minut i zdobywając 8 punktów w przegranym 71:101 spotkaniu przeciwko Holandii. Wystąpił również w 2 pozostałych rozegranych w listopadzie 1989 meczach eliminacyjnych – przegranym 76:105 z Włochami, w którym zdobył 11 punktów i przegranym 80:96 z Belgią, w którym zdobył 7 punktów.
W związku z faktem, iż rewanże w eliminacjach do mistrzostw Europy miały być rozegrane rok po pierwszych meczach, w ramach przygotowań do nich reprezentacja Polski w czerwcu 1990 wzięła udział w rozgrywanym co roku na Tajwanie turnieju William Jones Cup, w którym zajęła 2. miejsc, przegrywając wyłącznie z Meksykiem. Wójcik podczas tego turnieju otrzymał pierwsze w karierze wyróżnienie w kadrze seniorów – został wybrany do grona 10 najlepszych koszykarzy turnieju (wspólnie między innymi z Jarosławem Jechorkiem i Tomaszem Torgowskim), zdobywając średnio po 20,5 punktu w meczu, w tym 21 w przegranym 55:57 z Meksykiem meczu finałowym. W listopadzie 1990 reprezentacja Polski, z Wójcikiem w składzie, rozegrała mecze rewanżowe w eliminacjach do mistrzostw Europy 1991. Po pokonaniu Holandii, Włoch i Belgii kadra ta wywalczyła awans do turnieju finałowego.
Podczas Mistrzostw Europy w Koszykówce 1991 był podstawowym zawodnikiem reprezentacji Polski, która wygrała 2 z 5 rozegranych meczów (oba z Bułgarią) i zajęła w turnieju tym 7. pozycję. Sam Wójcik zdobył wówczas 45 punktów i miał 6 bloków, zajmując ex aequo z Toni Kukočem 5. miejsce w klasyfikacji najlepiej blokujących tej imprezy. Po mistrzostwach Europy został wyróżniony przez niemieckie czasopismo „Deutscher Sportverlag”, które uznało go za 3. najlepszego koszykarza sezonu w Europie – pozwoliło to uplasować mu się na 14. pozycji w plebiscycie na najlepszego koszykarza Europy.
Reprezentacja Polski w kolejnych miesiącach nie zakwalifikowała się zarówno na Letnie Igrzyska Olimpijskie 1992, jak i Mistrzostwa Europy w Koszykówce Mężczyzn 1993 – Wójcik, zdaniem dziennikarzy, stał się w tym okresie najlepszym koszykarzem kadry. Po tych turniejach trenerem reprezentacji został Tadeusz Aleksandrowicz. Gracze Aspro (Wójcik, Tomczyk i Adam Gołąb) za namową ówczesnego trenera tego klubu nie wzięli udziału w pierwszej konsultacji kadry przeprowadzonej przez Aleksandrowicza, za co zostali ukarani przez Aspro naganami.
Mimo tego zdarzenia Wójcik pozostał w reprezentacji, która w zorganizowanym we Wrocławiu dodatkowym turnieju kwalifikacyjnym do mistrzostw Europy 1993 ponownie nie wywalczyła awansu do turnieju finałowego (Wójcik podczas wrocławskiego turnieju zdobył najwięcej punktów spośród Polaków). 2 tygodnie później w 1. rundzie eliminacji do Mistrzostw Europy w koszykówce mężczyzn 1995, po porażkach z Czechami i Słowacją, reprezentacja Polski z Wójcikiem w składzie nie tylko odpadła z dalszych eliminacji, ale spadła do niższej dywizji rozgrywek o mistrzostwo Europy.
W listopadzie 1994 Wójcik wraz z reprezentacją Polski wyjechał na tournée po Stanach Zjednoczonych, gdzie kadra rozegrała 10 meczów z drużynami NCAA, przegrywając wszystkie z nich. Pół roku później reprezentacja wygrała wszystkie swoje 5 meczów w ramach dywizji C, tym samym awansując do właściwej fazy eliminacji do Mistrzostw Europy w Koszykówce Mężczyzn 1997. Wójcik w tych spotkaniach zdobył łącznie 110 punktów. Jesienią 1995, w decydującej części eliminacji, kadra Polski przegrała 4 z 5 meczów. W rozegranych rok później rewanżach zwyciężyła jednak we wszystkich spotkaniach, w związku z czym, aby awansować do mistrzostw, w decydującym spotkaniu musiała pokonać Belgię różnicą co najmniej 2 punktów. Wójcik w meczu tym zdobył kilka ostatnich punktów dla polskiej reprezentacji, gromadząc ich w sumie 26, a reprezentacja wygrała różnicą 4 punktów, tym samym awansując do turnieju finałowego mistrzostw Europy.
Podczas Mistrzostw Europy w 1997 w pierwszej rundzie reprezentacja Polski, ponownie z Wójcikiem w składzie, przegrała z późniejszymi finalistami turnieju – Jugosławią i Włochami, jednak pokonała Łotwę i awansował do drugiej rundy. W tej części rywalizacji polska kadra pokonała Chorwację i Niemcy, dzięki czemu awansowała do ćwierćfinału. W meczu ćwierćfinałowym z Grecją Polacy przegrali 62:72, mimo prowadzenia różnicą 10 punktów po 30 minutach. W rywalizacji o miejsca 5–8 polska reprezentacja przegrała z Litwą i Hiszpanią, a wygrała z Turcją, zajmując ostatecznie w mistrzostwach 7. pozycję, nie uzyskując awansu do mistrzostw świata. Sam Wójcik podczas turnieju finałowego mistrzostw Europy zagrał we wszystkich 9 meczach polskiej kadry, zdobywając w sumie 101 punktów, 37 zbiórek i 19 przechwytów, będąc najlepiej zbierającym i drugim najlepiej punktującym w polskiej reprezentacji.
W latach 1989–2009 występował w reprezentacji Polski, w barwach której rozegrał 149 spotkań, zdobywając 1821 punktów.Wziął udział w czterech mistrzostwach Europy: 1991 – 7. miejsce, 1997 – 7. miejsce, 2007 – lokaty 13-16 oraz 2009 – pozycje 9-10.
Ambasador Mistrzostw Europy U-18 w 2011.

## Osiągnięcia

### Klubowe
- Mistrz:
  - Polski (1995, 1998, 1999, 2000, 2001, 2005, 2006, 2007)
  - Belgii (1997)
  - Polski juniorów (1989 z Gwardią Wrocław)
- Wicemistrz:
  - Polski (1988, 1990, 1992, 1996, 2004)
  - Belgii (1996)
- Brązowy medalista mistrzostw Polski (1993)
- Zdobywca:
  - Pucharu Polski (2004, 2006)
  - Superpucharu Polski (1999, 2000)
- Finalista pucharu:
  - Polski (1992, 1995, 2007)
  - Belgii (1996, 1997)

### Indywidualne
- MVP:
  - sezonu zasadniczego PLK (1998, 2001, 2005)
  - finałów mistrzostw Polski (1998, 2001, 2005)
  - meczu gwiazd Polskiej Ligi Koszykówki (1999, 2009)
  - Meczu Gwiazd – Polska vs Gwiazdy PLK (1997)
- Zaliczony do I składu: 
  - najlepszych zawodników Polskiej Ligi Koszykówki (1990–1993, 1995, 1998, 1999, 2001, 2005, 2006)
  - pucharu Polski (2004)[93]
- 2-krotny zwycięzca konkursu wsadów zorganizowanego przy okazji meczu gwiazd PLK (1994, 1995)
- Uczestnik:
  - meczu gwiazd:
    - PLK (1994, 1995, 1998, 1999, 2000, 2005, 2006, 2009)
    - Polska – Gwiazdy PLK (1997, 1997 – Sopot, 1999, 2000, 2004, 2009)
    - ligi greckiej (2002)[94]
    - Europy (2007)[95]

  - rozgrywek:
    - Euroligi (2002–2007)
    - Suproligi (2001)

### Reprezentacja
- 4-krotny uczestnik mistrzostw Europy (1991 – 7. miejsce, 1997 – 7. miejsce, 2007 – 13. miejsce, 2009 – 9. miejsce)
- Finalista Pucharu Williama Jonesa (1990)[96]
- Uczestnik mistrzostw Europy U-22 (1992 – 11. miejsce)

## Filmografia
Wystąpił w filmie 6 dni strusia w reż. Jarosława Żamojdy z 2000, gdzie zagrał koszykarza zespołu „Azbesty Pomorze” o nazwisku Adam Wójcik.
W 2012 wystąpił w 10. odcinku serialu Do dzwonka Cafe, w którym zagrał w roli samego siebie.
W 2013, wspólnie z dwoma swoimi synami, wystąpił w 4. serii serialu Rodzinka.pl, rozgrywając mecz przeciwko rodzinie Boskich.

## Życie prywatne
Urodził się 20 kwietnia 1970 w szpitalu powiatowym w Oławie. Był synem Heleny (z domu Baranieckiej) i Józefa Wójcików. Oboje jego rodzice pochodzili z Wołynia, z którego ich rodziny przeprowadziły się na tereny Ziem Odzyskanych po II wojnie światowej. Miał starszego brata, Mariana (urodzonego 1 lipca 1967), który uprawiał siatkówkę, przez wiele lat grając w zespole Moto Jelcza Oława.
25 kwietnia 1998 rano, przed meczem ligowym z Bobrami Bytom, wziął ślub z Krystyną (z domu Paluch), która również uprawiała koszykówkę, a świadkami na tej ceremonii byli belgijski koszykarz Marc Deheneffe i jego żona, Martine.
11 listopada 1999 urodzili się synowie Adama i Krystyny Wójcików – bliźniacy Jan i Szymon, którzy także uprawiają koszykówkę – w maju 2012, wraz z wrocławską Szkołą Podstawową nr 67 zdobyli mistrzostwo Polski szkół podstawowych, a w grudniu 2014 zostali powołani do reprezentacji Polski do lat 15.
Wójcik przestał rosnąć w wieku 23 lat. Według różnych źródeł mierzył od 204 do 210 cm, jednak najczęściej podawaną wartością jest 208 cm. W czasie seniorskiej kariery koszykarskiej ważył najczęściej od 105 do 110 kg, chociaż na początku kariery jego waga nie przekraczała 100 kg. Jego rozmiar obuwia to 50 (rozmiar europejski).
Został absolwentem Zespołu Szkół Mechanicznych nr 1 we Wrocławiu. Posługiwał się językiem polskim, angielskim, rosyjskim i włoskim.
Zmarł 26 sierpnia 2017 we Wrocławiu na białaczkę. Pośmiertnie został odznaczony Krzyżem Kawalerskim Orderu Odrodzenia Polski przez prezydenta Andrzeja Dudę. Został 2 września 2017 pochowany na cmentarzu Grabiszyńskim.

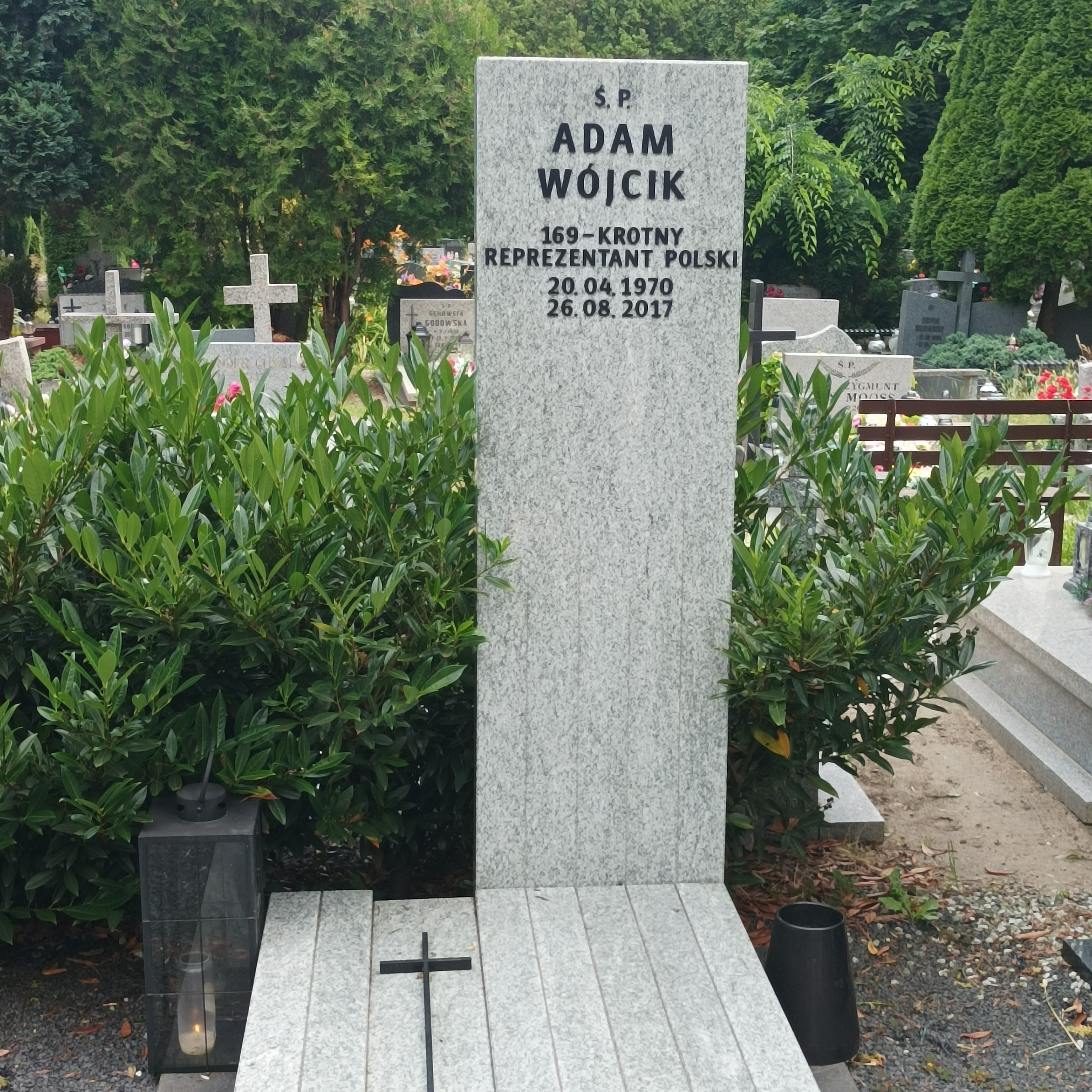
Grób Adama Wójcika na Cmentarzu Grabiszyńskim

## Statystyki

### Kariera klubowa

#### Rozgrywki ligowe
Uwaga: Część statystyk dotyczących sezonów rozegranych w ligach zagranicznych (między innymi w klubach belgijskich) obejmuje jedynie spotkania rozegrane w sezonie zasadniczym, nie uwzględniając meczów fazy play-off.
| Sezon   | Drużyna              | M  | S5 | MPG  | FG%   | 3P%   | FT%   | RPG | APG | SPG | BPG | PPG  |
| ------- | -------------------- | -- | -- | ---- | ----- | ----- | ----- | --- | --- | --- | --- | ---- |
| 1987/88 | Gwardia Wrocław      | 6  |    |      |       |       |       |     |     |     |     | 2,5  |
| 1988/89 | Gwardia Wrocław      | 30 |    |      |       |       |       |     |     |     |     | 8,5  |
| 1989/90 | Gwardia Wrocław      | 33 |    |      |       |       |       |     |     |     |     | 16,2 |
| 1990/91 | Aspro Wrocław        | 46 |    |      |       |       |       |     |     |     |     | 18,9 |
| 1991/92 | Aspro Wrocław        | 44 |    |      |       |       |       |     |     |     |     | 18,3 |
| 1992/93 | Aspro Wrocław        | 44 |    |      |       |       |       |     |     |     |     | 22,4 |
| 1993/94 | Aspro Brzeg Dolny    | 31 |    |      |       |       |       |     |     |     |     | 23,8 |
| 1994/95 | Mazowszanka Pruszków | 34 |    |      |       |       |       |     |     |     |     | 19,8 |
| 1995/96 | Bobry Bytom          | 13 |    |      |       |       |       |     |     |     |     | 14,5 |
| 1995/96 | Sunair Ostenda       | 14 |    |      | 61,7% | 14,3% | 68,1% | 8,3 | 1,1 | 1,9 | 2,2 | 15,6 |
| 1996/97 | Spirou Charleroi     | 26 |    |      | 48,6% | 38,8% | 56,1% | 4,7 | 0,6 | 1,5 | 0,8 | 14   |
| 1997/98 | Śląsk Wrocław        | 50 |    |      |       |       |       |     |     |     |     | 17,3 |
| 1998/99 | Śląsk Wrocław        | 39 |    | 28,8 | 57,3% | 38,7% | 71,4% | 4,5 | 1,3 | 2,2 | 0,8 | 16,6 |
| 1999/00 | Śląsk Wrocław        | 35 |    | 27,2 | 58,3% | 30,5% | 72,3% | 3,1 | 1,5 | 1,3 | 1,0 | 14,1 |
| 2000/01 | Śląsk Wrocław        | 34 |    | 25,6 | 57,4% | 31,5% | 73,9% | 4,6 | 1,1 | 1,3 | 0,9 | 14,5 |
| 2001/02 | Peristeri BC         | 25 |    |      | 56%   | 38,6% | 83%   | 7,5 | 1,2 | 1,2 | 1,3 | 20,5 |
| 2002/03 | Unicaja Málaga       | 19 | 5  | 17,8 | 48,6% | 40%   | 62,5% | 3,9 | 0,7 | 0,7 | 0,4 | 6,3  |
| 2003/04 | Śląsk Wrocław        | 32 | 25 | 26,3 | 62,5% | 14,3% | 73,9% | 4,8 | 1,9 | 0,5 | 0,6 | 15,3 |
| 2004/05 | Prokom Trefl Sopot   | 35 | 33 | 22,6 | 58,5% | 40,7% | 73,5% | 3,6 | 1,6 | 0,7 | 0,9 | 13,9 |
| 2005/06 | Prokom Trefl Sopot   | 33 | 25 | 21   | 62,6% | 54,3% | 75%   | 3,5 | 1,5 | 0,7 | 0,9 | 13,8 |
| 2006/07 | Prokom Trefl Sopot   | 40 | 29 | 17,7 | 59,6% | 40%   | 67%   | 2,7 | 1,1 | 0,3 | 0,7 | 9,1  |
| 2007/08 | Orlandina Basket     | 37 | 37 | 15,6 | 60,7% | 39,1% | 58,5% | 2,1 | 0,2 | 0,6 | 0,5 | 7,5  |
| 2008/09 | PBG Basket Poznań    | 22 | 22 | 27,9 | 60,5% | 38,1% | 67,5% | 4,5 | 1,1 | 0,6 | 0,6 | 16   |
| 2009/10 | Turów Zgorzelec      | 28 | 1  | 12,7 | 57,3% | 28,6% | 77,8% | 1,9 | 0,6 | 0,3 | 0,4 | 7    |
| 2010/11 | WKK Wrocław          | 15 |    | 29,2 | 63,1% | 32,4% | 74,3% | 6,9 | 1,9 | 0,7 | 0,7 | 17,9 |
| 2011/12 | Śląsk Wrocław        | 22 | 17 | 15,6 | 61,7% | 41,9% | 75%   | 2,3 | 0,7 | 0,5 | 0,4 | 8,9  |